# ロバート・シュワルツマン
ロバート・シュワルツマン（Robert Schwartzman、1982年12月24日 - ）はアメリカ合衆国の歌手、俳優。

## 人物
父は映画プロデューサーのジャック・シュワルツマン、母は女優のタリア・シャイア、兄は俳優のジェイソン・シュワルツマン、ジョン・シュワルツマンは異母兄弟。